# Sisyra delicata
Sisyra delicata är en insektsart som beskrevs av Courtenay N. Smithers 1957. Sisyra delicata ingår i släktet Sisyra och familjen svampdjurssländor. Inga underarter finns listade i Catalogue of Life.